# Canalul 10 (Uruguay)
Saeta TV Canal 10 sau Canal 10 este un canal de televiziune din Uruguay, înființată în anul 1956.